# Ludwik Tołwiński
Ludwik Tołwiński (ur. 1890, zm. w lipcu 1938 w Stalowej Woli) – wysokiej klasy inżynier budownictwa, absolwent Politechniki Petersburskiej, budowniczy Zakładów Południowych, dyrektor naczelny budowy huty i miasta Stalowa Wola oraz autor nazwy Stalowa Wola.
Teść Eugeniusza Łazowskiego – lekarza który podczas II wojny światowej wywoływał sztuczne epidemie tyfusu, ratując w ten sposób ludzi przed wywózką do Niemiec oraz do obozów koncentracyjnych.
Zajmował kierownicze stanowiska przy realizacji wielu ważnych przedwojennych inwestycji w Polsce.
W latach 1917-1920 pracował na Syberii przy budowie linii kolejowych. Po przyjeździe do Polski wznosił m.in. halę fabryczną cukrowni w Strzyżowie. Kierował pracą tysiąca robotników Centralnych Składów Amunicyjnych w Regnach, a w latach 1924 – 1928 robotami w Centralnych Składach Amunicji w Stawach, gdzie pod jego kierunkiem zbudowano m.in. 60 schronów amunicyjnych i pięć budynków dla oficerów i podoficerów. Budował w Dęblinie, Puławach, Inowrocławiu, Warszawie, w obrębie twierdzy Brześć. Wreszcie wznosił Zakłady Południowe w Stalowej Woli, będąc jednocześnie autorem nazwy Stalowa Wola dla huty i dla miasta.
Inż. Tołwiński zmarł nagle w lipcu 1938 r., w wieku 48 lat. Wprawdzie doczekał się pierwszych armat zmontowanych w Stalowej Woli w maju 1938 r., ale nie doczekał pierwszego spustu stali dokonanego 5 września tegoż roku oraz uroczystego otwarcia stalowowolskich Zakładów Południowych.
Został pochowany na cmentarzu w Nisku, gdzie mieszkał. Mogiła znajduje się przy głównej alei cmentarza, w sąsiedztwie kaplicy cmentarnej.
W Stalowej Woli jego imię nosi jedna z ulic, położona w Tarnobrzeskiej Specjalnej Strefie Ekonomicznej.